# 馬戈克角
69°40′S 39°29′E / 69.667°S 39.483°E
馬戈克角（英語：Magoke Point），是南極洲的海岬，位於毛德皇后地的哈拉爾王子海岸，處於斯卡倫山東南部，根據日本探險隊的測量和拍攝的空中照片繪入地圖，現時由南極條約體系管理。

## 外部連結
- . . United States Geological Survey.   [2013-07-26].
- 本条目引用的公有领域材料来自美国地质调查局的文档《馬戈克角》 （資料來自地名信息系统）。